# Lijst van voetbalinterlands Azerbeidzjan - Turkije (vrouwen)
Deze lijst van voetbalinterlands is een overzicht van alle officiële voetbalinterlands tussen de nationale vrouwenteams van Azerbeidzjan en Turkije. De landen hebben tot nu toe zes keer tegen elkaar gespeeld.

## Wedstrijden
| № | Plaats   | Datum           | Competitie           | Wedstrijd              | Uitslag |
| - | -------- | --------------- | -------------------- | ---------------------- | ------- |
| 1 | İzmir    | 8 november 2007 | Vriendschappelijk    | Turkije − Azerbeidzjan | 4 − 2   |
| 2 | Roestavi | 11 mei 2009     | Vriendschappelijk    | Azerbeidzjan − Turkije | 0 − 1   |
| 3 | Bakoe    | 8 april 2023    | Vriendschappelijk    | Azerbeidzjan − Turkije | 0 − 1   |
| 4 | Bakoe    | 11 april 2023   | Vriendschappelijk    | Azerbeidzjan − Turkije | 0 − 0   |
| 5 | Erzincan | 31 mei 2024     | EK 2025 kwalificatie | Turkije − Azerbeidzjan | 1 − 0   |
| 6 | Bakoe    | 4 juni 2024     | EK 2025 kwalificatie | Azerbeidzjan − Turkije | 1 − 0   |

## Samenvatting
| Competitie        | Totaal gespeeld | Winst Azerbeidzjan | Gelijk | Winst Turkije | Doelsaldo Azerbeidzjan – Turkije |
| ----------------- | --------------- | ------------------ | ------ | ------------- | -------------------------------- |
| EK-kwalificatie   | 2               | 1                  | 0      | 1             | 1 − 1                            |
| Vriendschappelijk | 4               | 0                  | 1      | 3             | 2 − 6                            |
| Totaal            | 6               | 1                  | 1      | 4             | 3 − 7                            |